# Taşgedik
Taşgedik ist ein Dorf im Landkreis Ömerli der türkischen Provinz Mardin. Taşgedik liegt etwa 22 km nordöstlich der Provinzhauptstadt Mardin und 4 km südwestlich von Ömerli. Taşgedik hatte laut der letzten Volkszählung 68 Einwohner (Stand Ende Dezember 2009).